# Dessův–Martinův perjodinan
Dessův–Martinův perjodinan (zkráceně DMP) je organická sloučenina používaná při Dessových–Martinových oxidacích, oxidacích primárních alkoholů na aldehydy a sekundárních na ketony.
Tato látka má několik výhod oproti dimethylsulfoxidu a oxidačních činidlech založených na chromu, jako jsou mírnější podmínky reakcí (pokojová teplota, neutrální pH), kratší časy reakcí, vyšší výtěžnosti, jednodušší postup, vysoká chemoselektivita, využitelnost i citlivých funkčních skupin a dlouhá životnost. Jejímu využití v průmyslu ovšem brání vysoká cena a potenciální výbušnost.
DMP objevili v roce 1983 američtí chemici Daniel Benjamin Dess a James Cullen Martin. Odvozena je od kyseliny 2-jodoxybenzoové (IBX), na níž jsou navázány tři acetátové skupiny, jež navyšují reaktivitu a zlepšují rozpustnost sloučeniny v organických rozpouštědlech.

## Příprava
Nejprve se připraví IBX reakcí kyseliny 2-jodbenzoové s vodným roztokem hydrogenperoxosíranu draselného za zvýšené teploty po dobu 3 hodin. Poté se IBX acyluje.
Navázání acetylových skupin vede k vyšším výtěžkům a zjednodušuje provedení reakcí. Pevné produkty se získají filtrací a promytím diethyletherem. R. E. Ireland a L. Liu použili katalytické množství kyseliny p-toluensulfonové, čímž dosáhli dokončení reakce za méně než 2 hodiny (původní syntéza trvala 24 hodin), s výtěžnostmi nad 90 %.
Jiný postup představili R. K. Boeckman a J. J. Mullins, šlo o zahřívání roztoku bromičnanu draselného, kyseliny sírové a kyseliny 2-jodbenzoové za vzniku kyseliny 2-jodoxybenzoové, která byla následně acylovaná kyselinou octovou a acetanhydridem.

## Mechanismus oxidace
Dessův–Martinův perjodinan se používá hlavně jako oxidační činidlo pro alkoholy se složitou strukturou, obsahující více různých substituentů nebo citlivé skupiny. Jedním z důvodů jeho vysoké účinnosti je selektivní komplexace s hydroxylovými skupinami, která u alkoholů umožňuje rychlou výměnu ligandů, což je první krok oxidace.
Protonovou NMR bylo zjištěno, že jeden ekvivalent alkoholu vytvoří diacetoxyalkoxyperjodinanový meziprodukt. Následně octanový anion, sloužící jako zásada, deprotonuje α-vodík alkoholu za vzniku karbonylové sloučeniny, jodinanu a kyseliny octové.
Při použití diolu nebo více ekvivalentů jednosytného alkoholu vznikne acetoxydialkoxyperjodinan. V důsledku nestálosti tohoto perjodinanu je oxidace mnohem rychlejší.
S. L. Schreiber se svými spolupracovníky zjistil, že rychlost oxidace je vyšší za přítomnosti vody. Dess a Martin již předtím objevili, že se oxidace ethanolu urychlí přidáním dalšího ekvivalentu ethanolu. Předpokládá se, že navýšení míry disociace acetátového ligandu od jodu se zvyšuje z důvodu dodávání elektronů na hydroxyl, což oslabuje vazbu I-OAc.

### Chemoselektivita
Za podmínek standardních pro reakce Dessova–Martinova perjodinanu lze oxidovat alkoholy na aldehydy či ketony, aniž by byly ovlivněny furanové kruhy, thioethery, enolethery a sekundární amidy. DMP snadno oxiduje allylalkoholy, které se běžnými oxidačními činidly na karbonylové sloučeniny převádějí obtížně.
A. G. Myers přišel na to, že DMP může oxidovat aminoalkoholy chráněné na atomech dusíku, a to bez epimerizace (ke které dochází s většinou jiných oxidantů, například při Swernově oxidaci). Tyto chráněné aminoalkoholy mají význam ve farmaceutickém průmyslu.
Benzyl- a allylalkoholy reagují rychleji než nasycené alkoholy, zatímco aldoximy a ketoximy se na odpovídající aldehydy a ketony oxidují rychleji než primární, sekundární a benzylové alkoholy.
Jako příklad Dessovy–Martinovy oxidace mohou sloužit přeměny citlivých α-β-nenasycených alkoholů na příslušné aldehydy. Takovéto skupiny se nacházejí v několika přírodních látkách a jsou užitečnými stavebními prvky v organické syntéze. C. Thongsornkleeb a Rick L. Danheiser zoxidovali takovýto alkohol pomocí Dessova–Martinova perjodinanu a pozměněným postupem (ředění pentanem a promytí poly(4-vinylpyridinem)) odstranili v průběhu reakce vytvořwnou kyselinu octovou; produkt byl pak zfiltrován a zkoncentrován destilací.

### t-Butyl DMP
Difluor- a monofluoralkoholy se oxidují obtížněji. Lze u nich použít Swernovu oxidaci, kdy je ale nutný velký přebytek oxidačního činidla a v některých případech výsledky nejsou reprodukovatelné. Ve většině těchto případů může být použit DMP, což ovšem neplatí u alkoholů obsahujících nukleofilní funkční skupiny, které z DMP odštěpují acetátové skupiny. S níže znázorněnou sloučeninou je možné získat takové karbonyly navázáním terc-butoxy skupin na DMP, jež vytvoří sterické efekty, skrz které se tyto vedlejší reakce omezí.